# Neanthes augeneri
Neanthes augeneri är en ringmaskart som först beskrevs av Gravier och Dantan 1934.  Neanthes augeneri ingår i släktet Neanthes och familjen Nereididae. Inga underarter finns listade i Catalogue of Life.